# Lise Tamm
Lise Brigitte Tamm, född 21 juni 1961 i Solna, är en svensk åklagare. Sedan 4 november 2024 är Tamm generaldirektör för Jämställdhetsmyndigheten. Mellan 2018 och 2022 var hon chef för RIO, riksenheten mot internationell och organiserad brottslighet.

## Biografi
Lise Tamm föddes i Sverige men bodde i Frankrike till åtta års ålder. Hon är utbildad vid Stockholms universitet med en juristexamen 1991, och har bland annat jobbat på Internationella åklagarkammaren som bytte namn till Riksenheten mot internationell och organiserad brottslighet 1999–2021.
Bland hennes större mål kan nämnas åtalet mot Jackie Arklöv 2006.
2018 tillträdde hon som chef för riksenheten mot internationell och organiserad brottslighet. 2022 blev Tamm omplacerad inom Åklagarmyndigheten. Senare samma år lämnade Lise Tamm Sverige för tjänsten som åklagare vid internationella brottmålsdomstolen ICC i Haag. Lise Tamm tillträdde 4 november 2024 som generaldirektör för Jämställdhetsmyndigheten.
Den 19 juli 2023 var Lise Tamm värd för Sommar i P1.